# Muzaffer Tema
Muzaffer Tema (* 15. Juni 1919 in Istanbul; † 4. Oktober 2011 in Çeşme, Türkei) war ein türkischer Schauspieler.

## Leben
Tema studierte nach seiner Schulausbildung Flöte, Violine und Klavier am Städtischen Konservatorium Istanbul und fand anschließend eine Anstellung als Musiker am Staatlichen Konservatorium Ankara sowie im Philharmonieorchester des Präsidenten.
Er gab sein schauspielerisches Debüt 1949 in den Filmen Çiglik, Fato - Ya istiklal ya ölüm sowie Uçuruma dogru und spielte im Laufe seiner schauspielerischen Karriere in über 130 Filmen mit. Ende der 1950er Jahre war er der erste türkische Schauspieler, der auch in der Filmwirtschaft Hollywoods Rollenangebote erhielt, und Nebenrollen in den Filmen Ein gewisses Lächeln (A Certain Smile, 1958) von Jean Negulesco mit Rossano Brazzi und Joan Fontaine und 12 to the Moon (1960) von David Bradley mit Ken Clark und Michi Kobi spielte, wobei er in Bradleys Film unter dem Künstlernamen Tema Bey auftrat.
Dem deutschen Publikum wurde Tema Anfang der 1970er Jahre bekannt, als er in zwei Folgen des ZDF-Dreiteilers 11 Uhr 20 von Wolfgang Becker an der Seite von Joachim Fuchsberger einen türkischen Polizeioffizier spielte. Zuletzt trat er unter anderem neben Gianni Rizzo, Giancarlo Prete, Brad Harris und Hüseyin Zan in dem italien-türkischen Film Der Tomatenkrieg (Antonio e Placido - Attenti ragazzi… chi rompe paga, 1975) von Giorgio Ferroni auf.
Neben seiner schauspielerischen Tätigkeit war er in einigen wenigen Filmen auch als Regisseur, Filmproduzent und Drehbuchautor tätig.

## Filmografie (Auswahl)
- 1950: Parmaksız Salih
- 1951: İstanbul Kan Ağlarken
- 1952: Kanun Namına
- 1952: İngiliz Kemal Lawrence'e Karşı
- 1953: Hıçkırık
- 1958: Ein gewisses Lächeln (A Certain Smile)
- 1961: Yumurcak
- 1965: Dudaktan Kalbe
- 1967: Dokuzuncu Hariciye Koğuşu
- 1979: 11 Uhr 20
- 1972: The Deathless Devil (Yilmayan seytan)
- 1974: Yaban
- 1975: Der Tomatenkrieg (Antonio e Placido - Attenti ragazzi… chi rompe paga)